# Строганов, Александр Григорьевич (1698)
Барон (с 1722) Алекса́ндр Григо́рьевич Стро́ганов (2 (12) ноября 1698 — 7 (18) ноября 1754) — камергер, действительный статский советник (1730), генерал-поручик из рода Строгановых. Крупнейший солепромышленник и землевладелец Российской империи.

## Биография
Старший сын  Григория Дмитриевича Строганова, одного из богатейших людей России. Родился 2 (12) ноября 1698 года в родовой вотчине Гордеевке недалеко от Нижнего Новгорода. Его отец умер, когда сыну исполнилось 17 лет. Унаследованным от отца имуществом некоторое время управляла его мать Мария Яковлевна, урождённая Новосильцева.
В 1720 году он отправился в пермские вотчины, где в продолжение полугода знакомился с состоянием наследственных имений и солеварниц. Он убедился в убыточности солепромышленных промыслов и, с согласия матери и младших братьев, Николая и Сергея, ликвидировал эти промыслы, остальные же значительно улучшил, построив новые и отремонтировав обветшавшие к тому времени варницы.
Высочайшим указом от 6 марта 1722 года братья Александр, Николай и Сергей Григорьевичи Строгановы с нисходящим их потомством за заслуги предков, оказанные русскому государству, возведены Петром I в баронское Российской империи достоинство. В том же году, когда государь с армией отправился в персидский поход, Строганов сопровождал его от Москвы до Симбирска и в Нижнем Новгороде принимал его у себя в доме. Царь Пётр I отпраздновал в его доме день своего тезоименитства, что свидетельствует о несомненном расположении к нему царя. Из Симбирска, несмотря на все просьбы Строганова дозволить ему идти дальше, он был «с честью» отправлен обратно в Москву.
В 1723 году барон Строганов женился на дочери Василия Петровича Шереметева, Татьяне (у П. Долгорукова названа Доминикой) Васильевне. Царь Пётр на этой свадьбе был посаженым отцом и «довольно на том браке изволил веселиться купно с государынею императрицею, их высочествами принцессами и прочими знатными особами, а особливо с его светлостью голштинским герцогом Фридериком».  
Был награждён 25 февраля 1729 года орденом Св. Александра Невского.
В 1734 году барон Строганов, овдовевший за 6 лет до этого, вступил во второй брак,  на этот раз с Еленой Васильевной Дмитриевой-Мамоновой (ум. 1744), дочерью контр-адмирала В. А. Дмитриева-Мамонова и Грушецкой. От этого брака имел дочь Анну (7.02.1739 — 22.04.1816).
В 1746 году Александр Григорьевич Строганов вступил в третий брак с вдовой Марией Артамоновной Исленьевой, ур. Загряжской. В этом браке родилась дочь Варвара (2.12.1748 — 29.10.1823).
А. Г. Строганов был первым из своих братьев и вообще из рода Строгановых, кто был зачислен на службу. По просьбе его матери императрица Екатерина I пожаловала его в 1725 году действительным камергером, хотя это звание было только номинальным, так как он в придворных церемониях никакого участия не принимал и жалованья не получал. Позже он был произведен в генерал-поручики и действительные тайные советники (в 1730 году).
Умер 7 (18) ноября 1754 года. Сыновей-наследников он так и не оставил, и все его имения отошли его вдове Марии Артамоновне Загряжской. Дочь от Елены Васильевны Дмитриевой-Мамоновой, Анна Александровна, в 1757 году вышла замуж за князя Михаила Михайловича Голицына, сына генерал-адъютанта (также Михаила Михайловича), и получила половину состояния. Вторая половина отошла к князю Борису Григорьевичу Шаховскому, мужу второй дочери, Варвары, от последнего брака.
Барон Строганов был большим благотворителем, человеком добрым и весьма образованным: знал несколько иностранных языков, много читал и перевел несколько книг, в том числе с французского «Об истине благочестия христианского» Гуго Тропля, и с английского «Потерянный рай» (назван в переводе «Погубленный рай») Джона Мильтона.
Похоронен барон Александр Григорьевич Строганов в церкви во имя Святителя Николая Чудотворца в Котельниках в Москве.

## Солепромышленник Строганов
Солепромышленным промыслом барон Александр Григорьевич Строганов занимался в одной команде со своими братьями Николаем и Сергеем Григорьевичами Строгановыми. При них происходил неуклонный упадок пермских солеварниц, которые при их отце, Григории Дмитриевиче, достигли высокого расцвета и стали одною из самых значительных областей тогдашней русской промышленности. Причиной упадка стала не только деятельность братьев-владельцев, но и неблагоприятные правительственные мероприятия и экономические условия: это и недостаток рабочих рук, и открытый источник более дешевой добычи соли — Эльтонское озеро.
Наиболее доходными из доставшихся им от отца солеваренных промыслов были Новоусольские, Ленвенские и Зырянские. С каждой варницы они получали в сутки 100—120 пудов соли, что за год составляло свыше 3 миллионов пудов добычи. Вся вываренная соль, согласно договору, заключенному их отцом с правительством, поставлялась за определенную плату в казну, причём Строгановы обязаны были доставлять её в Нижний Новгород. Доставка и сплав по Каме и Волге требовали значительного рабочего состава — от 5 до 7 тысяч человек плюс люди для варки соли, которую, впрочем, производили обычно крепостные. Найти такое количество рабочих при тогдашней слабой населённости пермских и соседних с ними земель было делом весьма нелёгким. Но Строгановы, поставлявшие ежегодно в казну сначала 2 миллиона пудов соли, а с 1731 по 1742 годы даже значительно больше, были не только самыми крупными, но практически единственными поставщиками этого продукта, и справлялись со своей задачей вполне удовлетворительно, нанимая на работу людей из бродяг, бесписьменных и т. п. Но в 1742 году вышел указ, который запрещал держать на работах людей даже с писаными паспортами и делавший исключение только для обладателей паспортов печатных. Солепромышленников Строгановых этот указ поставил просто в безвыходное положение. С этого времени у них начинаются промышленные мытарства и ряд столкновений с Сенатом.
В январе 1745 года Строгановы, имея недостаток в рабочих, обращаются за помощью в Сенат, который решает кредитовать их на 30 тысяч рублей, но они, не желая входить в долги, отказываются от денег, боясь, что могут их не вернуть, тем более что необходимая сумма для найма рабочих и организации доставки — 200 тысяч. Сенат излагает это императрице. Сенат вновь командировал Юшкова и Домашнева вербовать рабочих и дал губернаторам и воеводам северо-восточных губерний приказ — под страхом ответственности высылать на работы за счёт Строгановых государственных крестьян. Так же по указу Сената Юшков и Домашнев провели расследование, в результате которого выявили, что сама выварка хоть даёт прибыль, но от перевозки в Нижний Новгород получается громадный убыток, значительно превышающий все выгоды от добычи соли. К тому же почти никто из рабочих так не был доставлен.
Для Сената вскоре стало ясным, что жалобы Строгановых были обоснованными, такие же жалобы стали поступать и от мелких пермских солепромышленников. Так, некоторые из них, как например, Григорий Демидов, совсем отказались варить соль. Шли жалобы и от промышленников Астраханской губернии.
Осенью 1745 года к проблемам Строгановых прибавился ещё и недостаток в дровах, о чём они доложили Сенату, который в свою очередь им ответил — вываривать соли, на сколько хватит дров, так как в противном случае, вследствие разорения мелких промышленников, грозит соляной голод.
В мае 1747 года к их проблемам прибавился ещё и пожар в Твери, где у них сгорели дом и амбары с солью. В 1748 году Строгановы недоварили 2 миллиона пудов. От растущих требований Строгановых спасло увеличение эксплуатации Эльтонского озера, и в 1752 году Строгановым было разрешено поставлять только 2 миллиона пудов, а вскоре — всего 1 миллион.
Увеличение соледобычи из Эльтонского озера нанесло Строгановым непоправимый вред, так как отняло всякую надежду на переход их промыслов в казну, вследствие чего возникла необходимость сократить производство и закрыть многие солеварницы. Некогда цветущие и доходные промыслы постепенно потеряли своё былое значение, а вместе с этим пало и значение и влияние Строгановых как практически единственных солепромышленников в России.
В 1740 году бароны Строгановы разделили между собой владения в Москве и под Москвою, состоявшие из деревень и домов и находившиеся до этого в общей собственности.
В 1749 году был произведён раздел пермских вотчин и соляных промыслов. Для этого всё их имущество было переписано и разделено на три равные части, а затем брошен жребий. Каждому из трёх братьев досталось по третьей части Новоусольских, Ленвенских, Зырянских и Чусовских соляных промыслов. Кроме этого, Александр Григорьевич, получил 6 сел по Каме, 2 по Чусовой, 4 по Сылве и по одному селу на Косве и Яйве; Николай Григорьевич получил Орёл-городок, село Косвинское, 3 села по Инве, 8 по Обве и ещё 1000 душ крестьян; Сергей Григорьевич получил сёла Романово и Булатово, село Слудское на Каме, 5 сел по Инве, 8 по Обве, в том числе Очерский острожек, и село Никольское на Яйве.
По разделу 1740 года Александр Григорьевич Строганов стал единственным владельцем имения в Кузьминках, где выстроил новую церковь взамен прежней сгоревшей. Вероятнее всего, при нём был создан и пруд, ныне называемый Верхним Кузьминским (он имеет одинаковую ширину на всем своем протяжении, что придает ему вид широкой реки). При нём Кузьминки посещало множество гостей (в том числе и иностранных), причиной чего была роскошь усадьбы и её европейский характер. Здесь же бывал и сам Пётр I: «…Его Императорское Величество изволил поехать к Строгановым на Мельницу; и прибыли все в Москву». Здесь, в Кузьминках, барон скончался в возрасте 55 лет.

## Семья
Барон Строганов был женат трижды:
1. Жена с 1723 года — Татьяна Васильевна Шереметева (8.01.1706 — 13.04.1728), дочь генерал-майора Василия Петровича Шереметева. Сын Михаил и дочь Мария умерли в младенчестве, в 1726 году.
2. С 1734 года — Елена Васильевна Дмитриева-Мамонова (1716—1744), дочь адмирала Василия Афанасьевича Дмитриева-Мамонова. Дети:
  1. Самуил (1735—1738).
  2. Анна (7.12.1739 — 22.04.1816), замужем за князем М. М. Голицыным (1731—1807). Кузьминки унаследовал их сын Сергей Михайлович.
3. С 1746 года — Мария Артемьевна Исленьева (25.03.1722 — 8.04.1784), дочь генерал-аншефа Артемия Григорьевича Загряжского. Единственная дочь:
  1. Варвара (2.12.1748 — 29.10.1823). Кавалерственная дама ордена Св. Екатерины (малого креста). Замужем за князем Борисом Григорьевичем Шаховским.

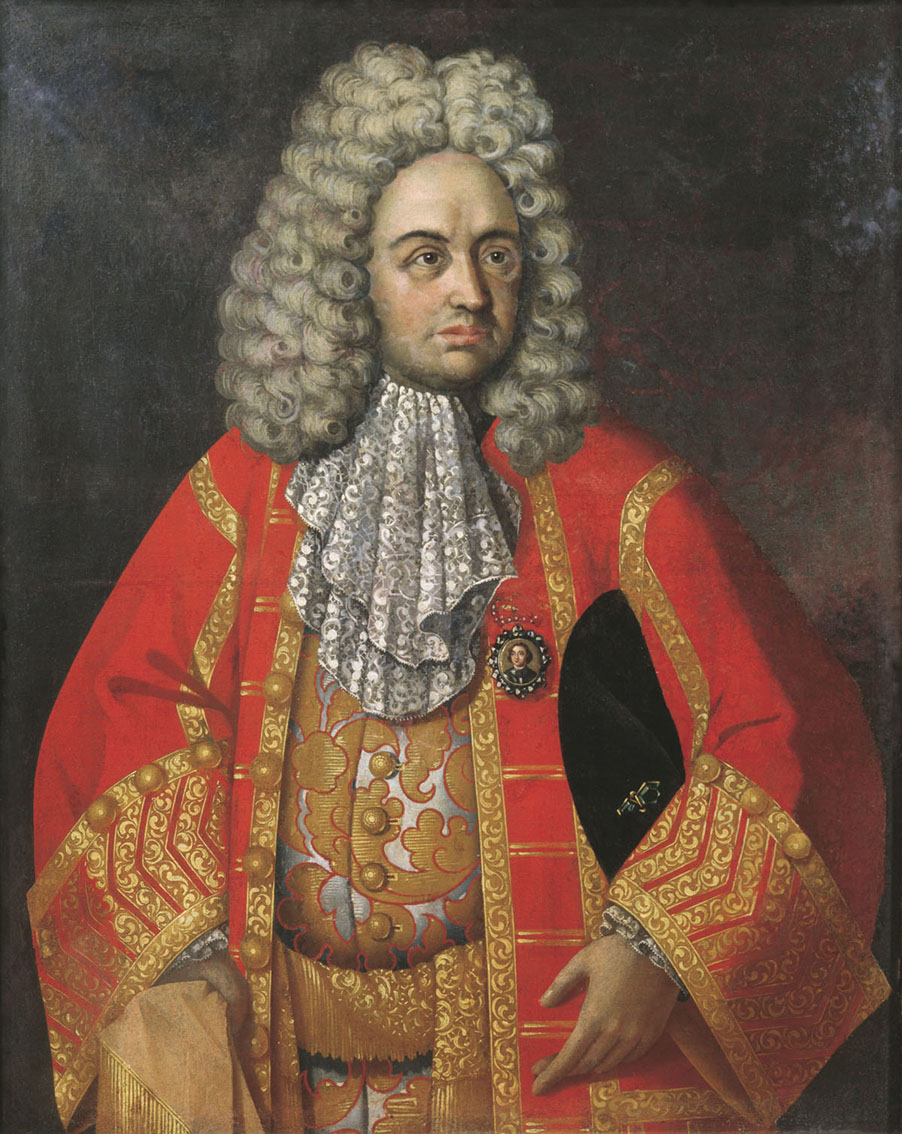
Григорий Дмитриевич, отец
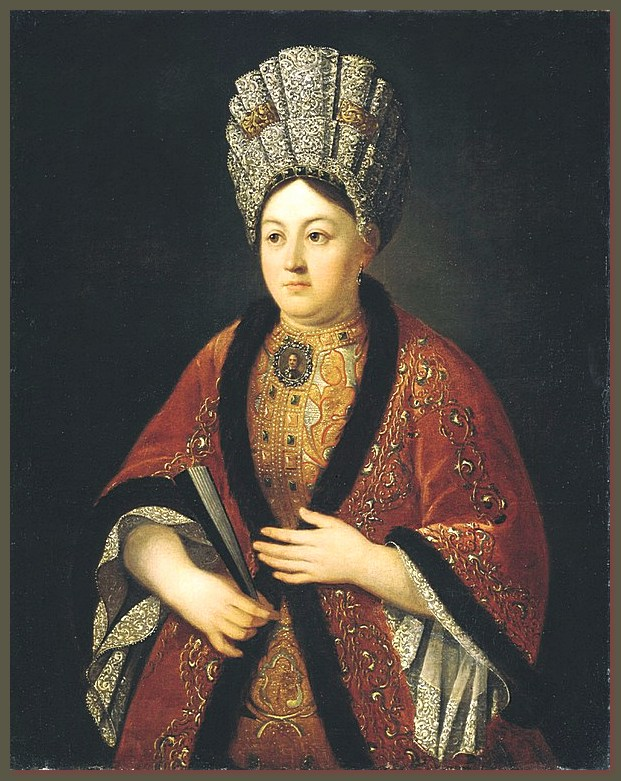
Мария Яковлевна, мать
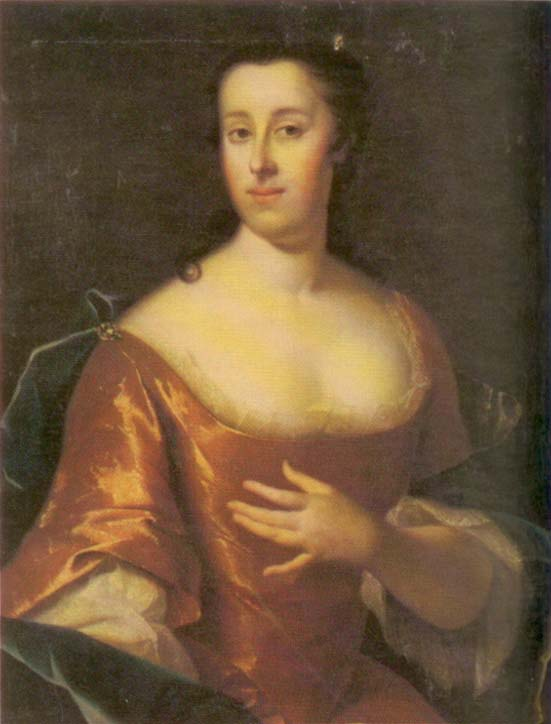
Елена Васильевна, вторая жена
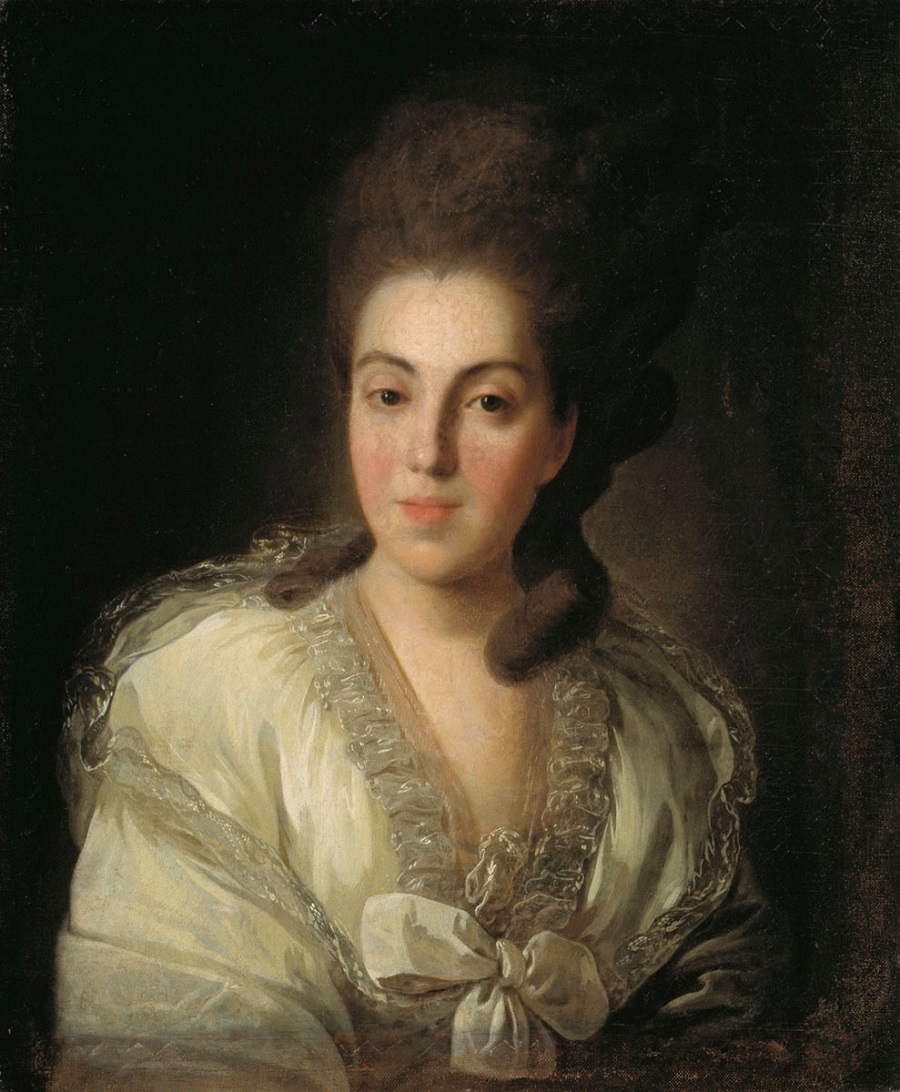
дочь Анна Голицына
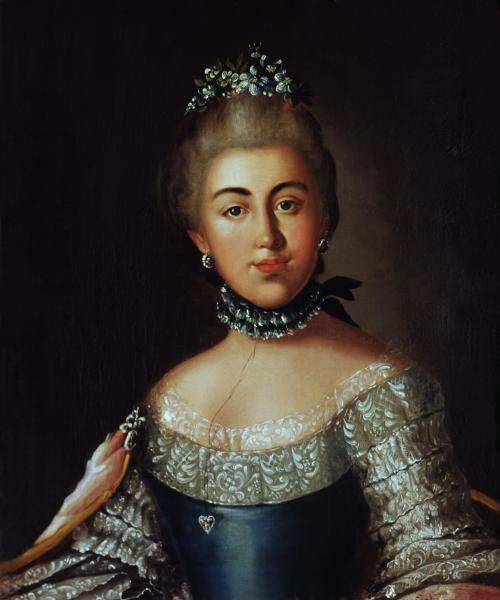
дочь Варвара Шаховская